# Chigiriki

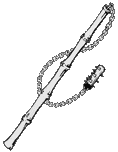
Chigiriki

Chigiriki – japońska broń wynaleziona w okresie Edo. Składa się z 2 części: kija (zwykle bambusowego, litego bądź drążonego) o długości przedramienia, z przyczepionym łańcuchem, na którego końcu znajduje się metalowy obciążnik. Stosowane są różne rodzaje obciążników. 
Dzięki użyciu chigiriki w walce możliwe jest:
- uderzenie lub splątanie przeciwnika (nawet z odległości 3 m)[1]
- sparowanie jego ciosów
- pochwycenie lub unieruchomienie broni przeciwnika[2].

Trafienie nią bywa śmiertelne lub ogłuszające.